# 罗远祉
罗远祉（英語：LO, Yuen Tze，1920年1月31日—2002年5月20日）是微带天线专家，美国国家工程院院士。

## 生平
- 1920年1月31日出生于武汉，中国浙江杭州人。
- 1942年毕业于昆明国立西南联合大学电机工程系（原清华大学电机工程系），获清华大学工学士学位。
- 1942年至1946年任昆明国立清华大学无线电研究所助理。
- 1946年至1948年任北平国立清华大学电机工程系讲师。
- 1949年获美国伊利诺伊大学香槟分校(University of Illinois at Urbana-Champaign)电机系硕士学位。
- 1952年获美国伊利诺伊大学香槟分校电机系博士学位。
- 1952年至1956年在位于美国纽约州Ellenville镇的 Channel Master Corp. 公司任工程师，主持研制并设计该厂第一代电视天线。
- 1956年任美国伊利诺伊大学香槟分校电机系助理教授。
- 1956年至1990年美国伊利诺伊大学香槟分校电机系助理教授、副教授、教授，电子与计算机系系主任。
- 2002年5月10日在美国去世。

## 荣誉
- 1969年当选 IEEE Fellow
- 1986年选为 IEEE Life Fellow
- 1986年以其对天线理论和设计的创新与发明，当选美国国家工程院院士。
- 1996年获IEEE天线与传播学会杰出成就奖。
- 1990年至2002年美国伊利诺伊州立大学香槟分校电子与计算机系荣休教授。